# Екатерининка (Свердловская область)
Екатерининка — посёлок в Свердловской области России, административно подчинённый городу Ивделю. Входит в Ивдельский муниципальный округ.
Ранее посёлок являлся административным центром Екатерининского сельсовета города Ивделя.

## Географическое положение
Посёлок Екатерининка расположен в 31 километре (по автодороге в 46 километрах) к югу от города Ивделя, в лесной местности, в истоках реки Екатерининки (правого притока Лозьвы). Автомобильное сообщение с посёлком затруднено. Рядом с Екатерининкой проходит ветка Серов — Полуночное Свердловской железной дороги. В двух километрах к юго-западу от посёлка находится железнодорожная станция Лангур (в одноимённом посёлке).

## Екатерининская церковь
В 1878 году верхотурским купцом Прокопием Шадриным была построена деревянная однопрестольная часовня, которая была обращена в церковь в 1889 году и освящена в честь великомученицы Екатерины. Екатерининская церковь была приписана к Всеволодо-Благодатскому храму. Церковь была закрыта в 1930 году, а в советское время снесена.

## Экономика
В посёлке находится учреждение Н-240/26 ГУИН.

## Население
| 2002 | 2010 |
| ---- | ---- |
| 448  | ↘381 |

| 2015 | 2020 | 2023 |
| ---- | ---- | ---- |
| 229  | 162  | 138  |